# エンブラエル R-99
R-99A/B
P-99
ブラジル空軍 R-99A
- 用途：早期警戒管制機(R-99A)
リモートセンシング (R-99B)
対潜哨戒機 (P-99)
- 分類：早期警戒管制機
- 設計者：エンブラエル
- 製造者：エンブラエル
- 運用者
  -  ブラジル（ブラジル空軍）
  -  ギリシャ（ギリシャ空軍）
  -  メキシコ（メキシコ空軍）
  -  インド（インド空軍）
- 初飛行：1999年
- 生産数：6 (EMB-145-SA)
3 (EMB-145-RS)
2 (EMB-145-MP)
4 (EMB-145-H)
3 (EMB-145-I)
- 運用開始：2001年
- 運用状況：現役
- ユニットコスト：~8,000万USドル

1時間あたり2,000USドル (運用コスト)
- 原型機：エンブラエル ERJ 145

エンブラエル R-99（ブラジル空軍における名称で、正式名称はEMB-145-RS）は、民間リージョナルジェット機 ERJ 145をベースにした軍用機である。初飛行は1999年。 

## 概要
ERJ 145LRをベースに推力を20%以上強化したロールス・ロイス AE1 3007ターボファンエンジンを搭載する。APUも強化され、キャビンの空きスペースを利用して燃料タンクの増設も行われている。滞空時間は約6時間。オプションで空中給油プローブの追加も可能。

## 派生型
R-99A/E-99/EMB 145 AEW&C
スウェーデンのサーブ・マイクロウェーブ・システムズ（旧：エリクソン・マイクロウェーブ・システムズ）製のエリアイ アクティブ・フェーズド・アレイ・レーダーを搭載した早期警戒管制機。工場名はEMB 145SA（Surveillance Aircraft）。
ブラジル空軍は、他国の空軍で運用中の大型AWACS機の95％の能力があると主張する。2008年、ブラジル空軍はR-99AをE-99に改称した。
R-99B/R-99/EMB 145 マルチ・インテル
リモートセンシング機。工場名はEMB 145RS（Remote Sensing）。
合成開口レーダー、光学センサーとFLIRを組み合わせたシステム、マルチスペクトルスキャナーを搭載している。また、無線諜報とC3I機能も備えている。2008年にブラジル空軍は、R-99BをR-99に改称した。
EMB 145 MP
EMB 145 の海上探索版。
R-99Bと同じセンサーを搭載しているが、マルチスペクトルスキャナーと側方監視レーダーは搭載していない。また、EMB 145 RSのC3IやELINTの多くの機能を引き継いでいる。メキシコは、この機種の ローンチカスタマーとなった。
P-99
EMB 145 MPのASW改造機。
4つの翼下ハードポイントを持ち、様々な魚雷や対艦ミサイルを搭載できるようになっていた。これらの改造を施した試作機は飛行されていない。

## 運用者
ブラジル（ブラジル空軍）
5機のE-99（E-99Mへの近代化が進行中で、2020年前半の納入予定）、3機のR-99
アナポリス空軍基地に配備され、SIVAMプログラムの一環として運用されている。
エールフランス447便墜落事故の際は捜索に参加。搭載した合成開口レーダーは夜間や悪天候でもフェルナンド・デ・ノローニャから800km離れた残骸の特定に貢献できたとされる。

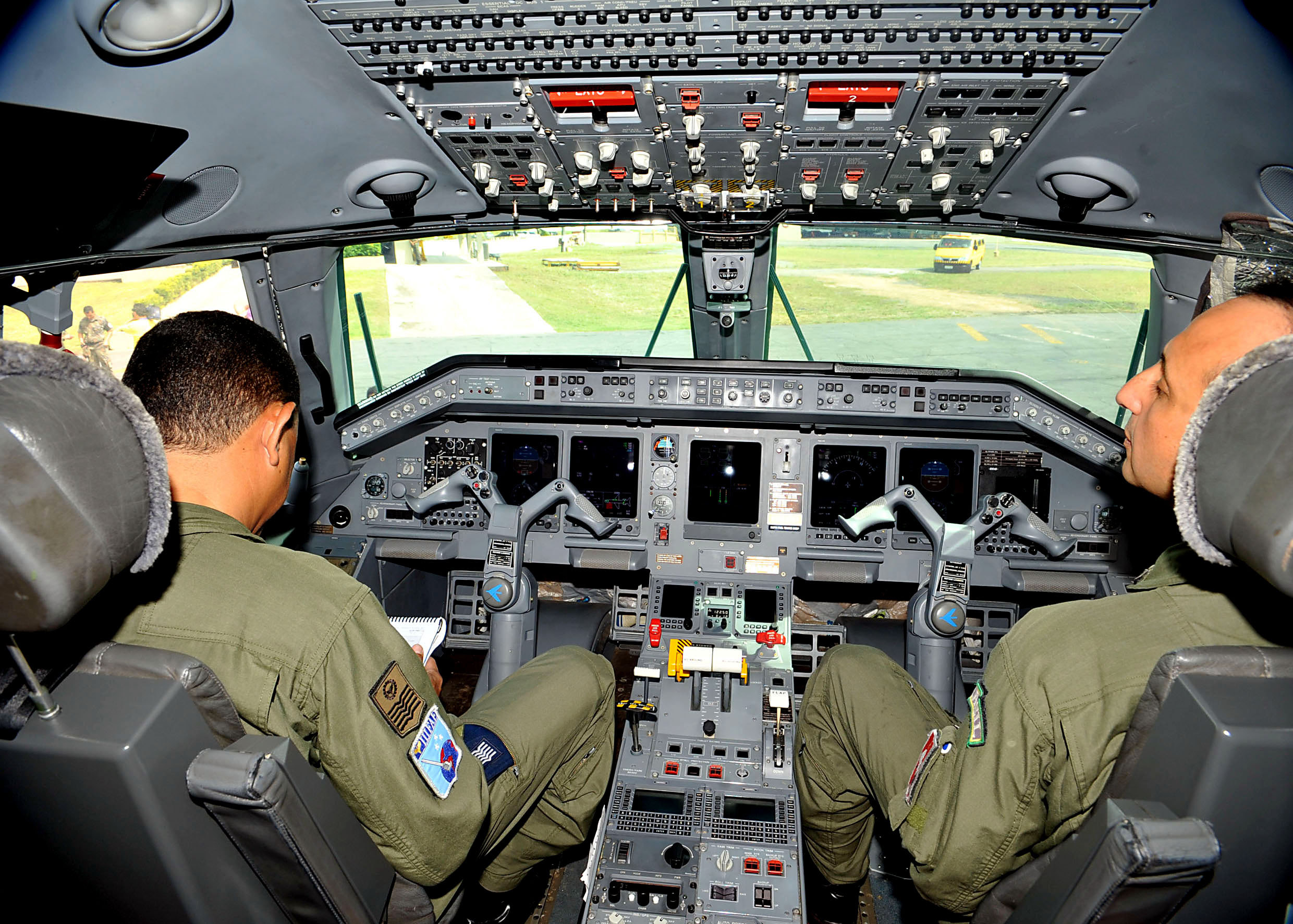
R-99のコックピット
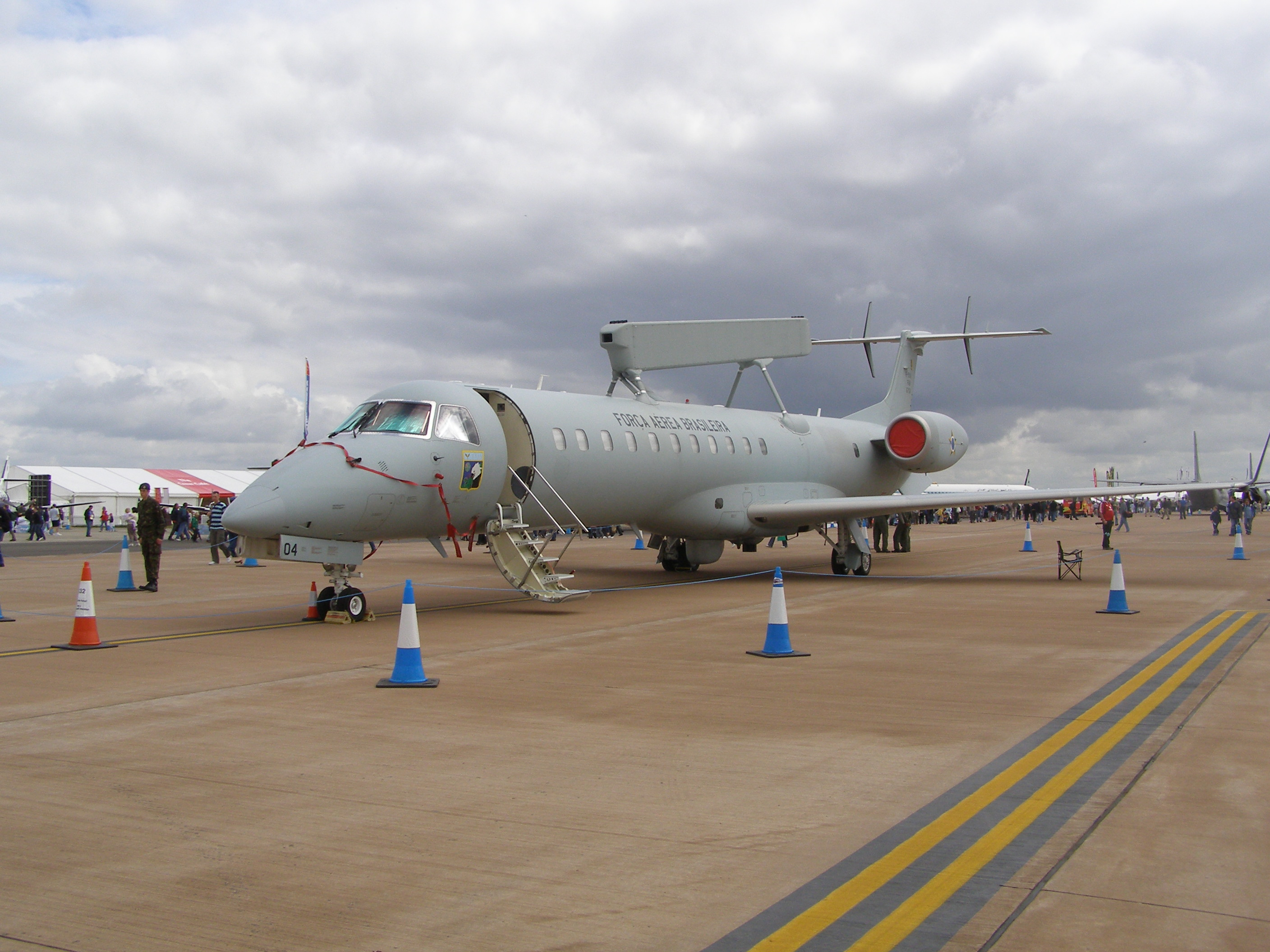
イギリスのフェアフォード空軍基地に展示されている航空ショー中のブラジル空軍のエンブラエルEMB-145-SA、R-99A（ブラジル空軍指定）。

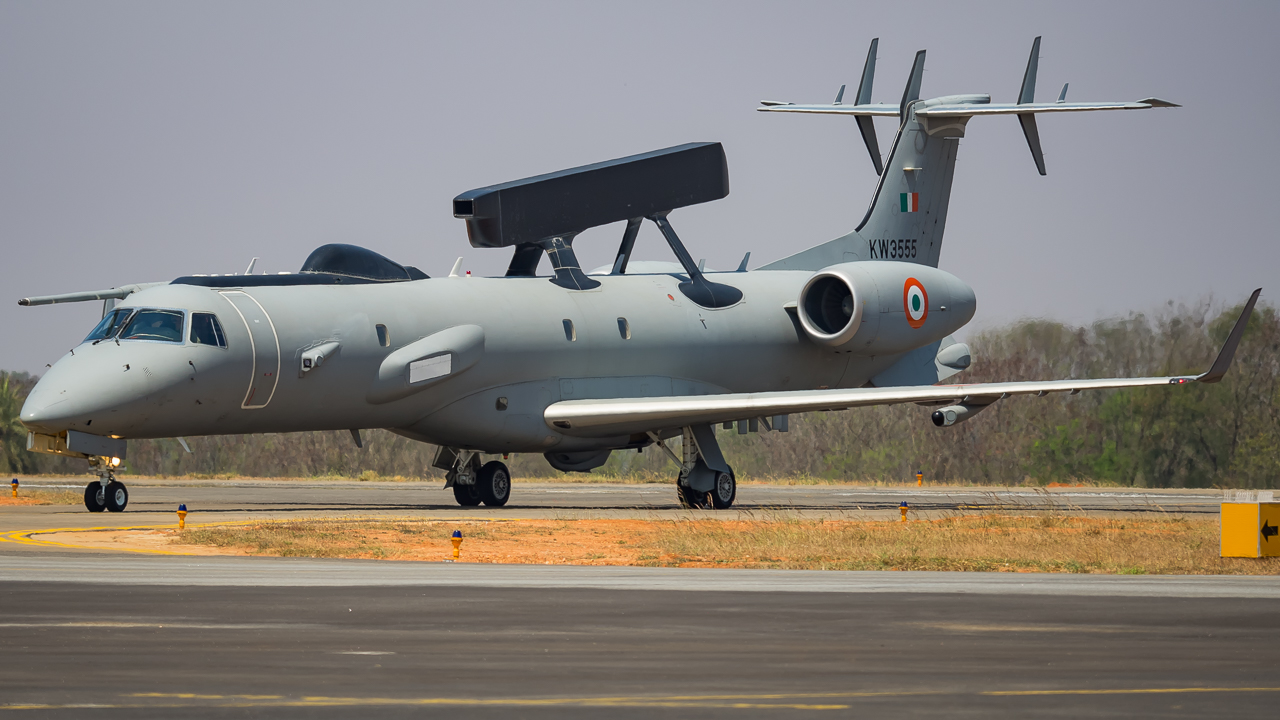
EMB-145-I（DRDO AEW&CS）

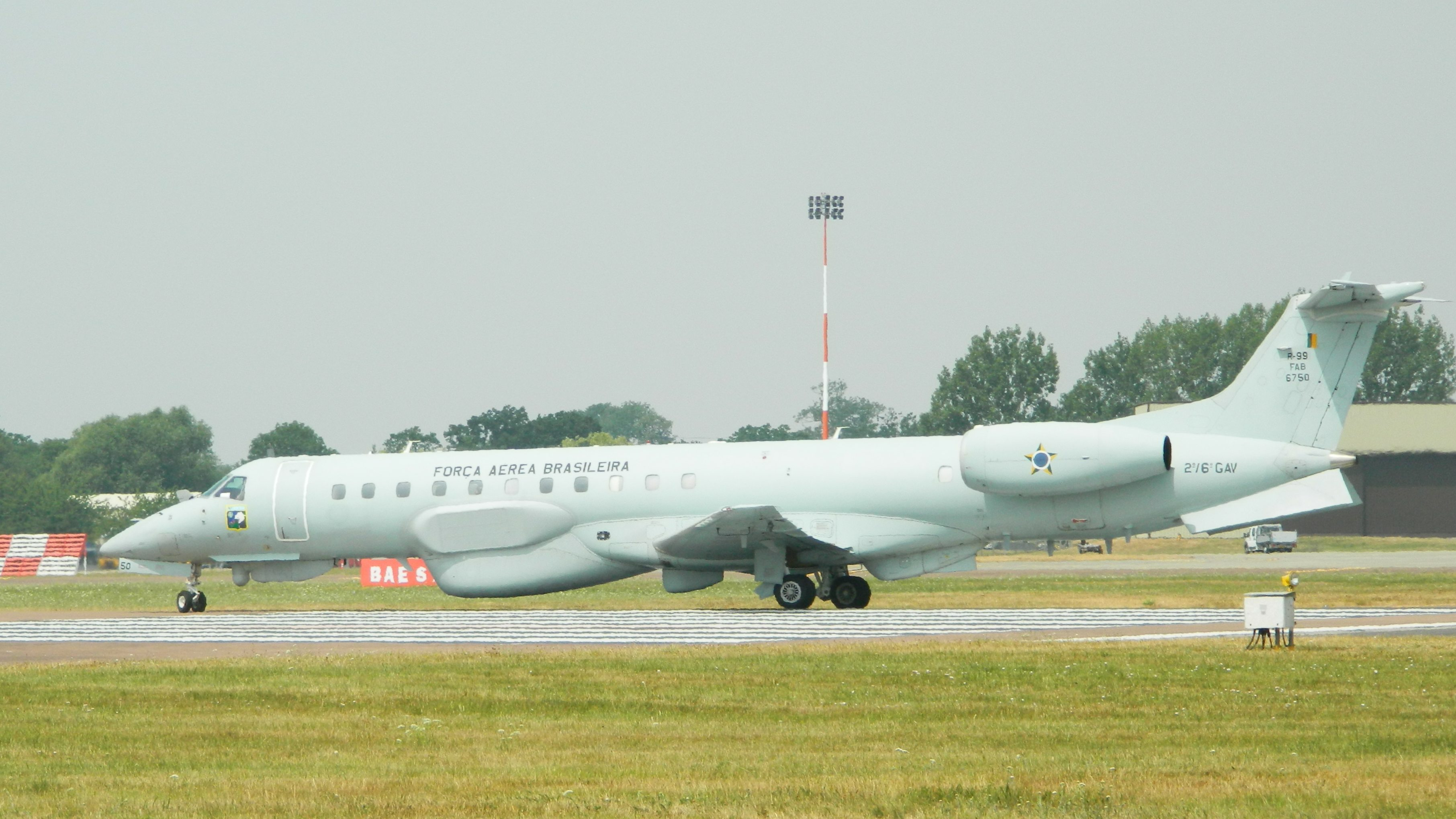
2013年のEMB-145-RS（R-99）

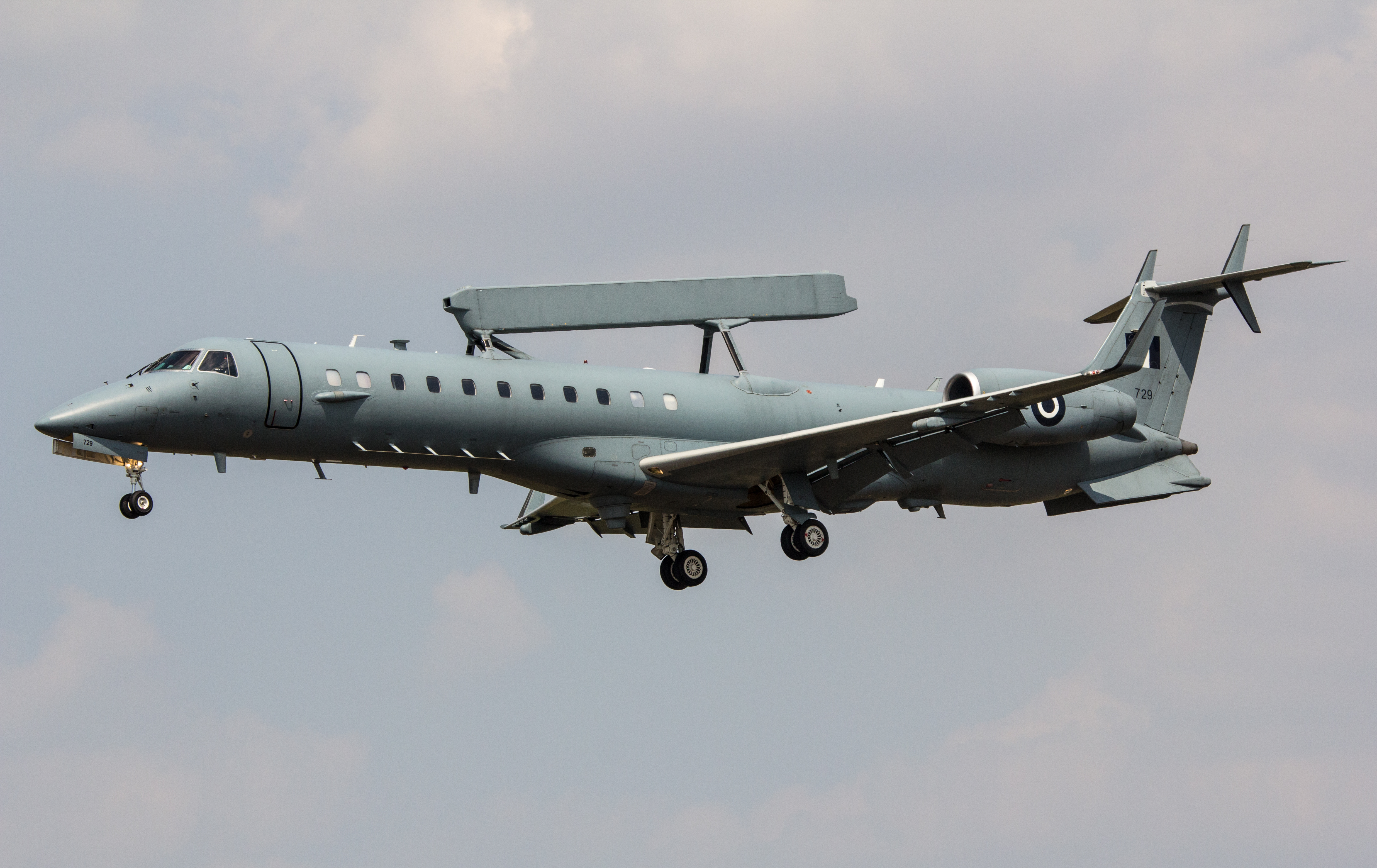
エンブラエルEMB-145H AEW＆C

 ギリシャ（ギリシャ空軍）
4機のEMB-145-H（HAF指定はエリアイ EMB-145H AEW&C）
EMB-145-Hは、2011年リビア内戦の飛行禁止区域の実行の一環として、AEWミッションを実施するために配備された。
 メキシコ（メキシコ空軍）
1機のEMB-145-SA（FAM指定はEMB-145AEW＆C）、2機のEMB-145-MP

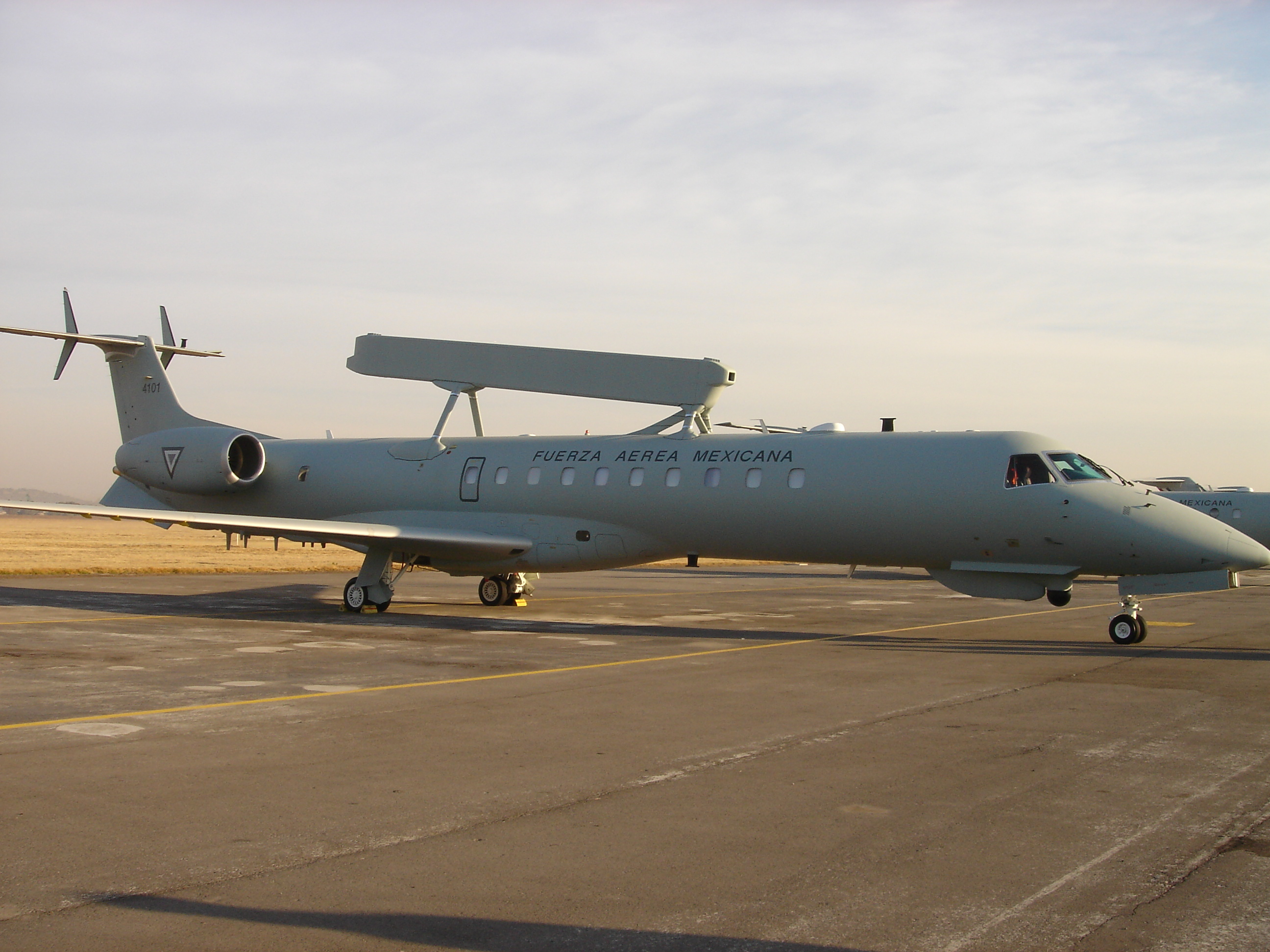
サンタルシア空軍基地にあるエンブラエルEMB-145-SA AEW＆C
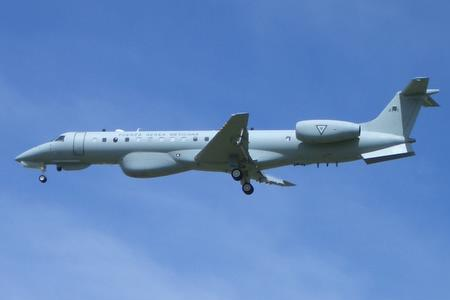
エンブラエルEMB-145-MP

 インド（インド空軍）
3機のEMB-145-Iは、インドのw/LRDE社が開発したAESAレーダーアレイ、データリンク、IFF、RWR、MWRを搭載する。1機目は2012年8月16日に、2機目は2012年12月にブラジルから引き渡された。空軍はさらに7機を購入するオプションがある。
長い「技術吸収」プロセスを経て、バーラト・エレクトロニクス（BEL）がインドのDRDO（防衛研究開発機構）のEMB-145i AEW&Cミッションシステムのエンジニアリング＆ライフサポート機関（ELSA）に選ばれ、エンブラエルが同機のサポートを担当することになった。
本機はBRICSの2か国による先進技術協力の象徴と捉えられている。

## 参照
1. ↑  "Importancia da Embraer no Segmento de Defesa" (in Portuguese.) Archived 2012-04-26 at the Wayback Machine. Universidade Federal de Juiz de Fora. Retrieved: 29 December 2011.
2. ↑  https://aircrafttotaal.nl/embraer-aew-145.html
3. ↑  “Embraer Defense and Security to modernize surveillance aircraft for the Brazilian Air Force”. 2016年3月7日時点のオリジナルよりアーカイブ。2016年2月1日閲覧。
4. ↑  “World Cup Overwatch: Brazil’s AEW&C Modernization”. Defense Industry Daily (2013年1月22日). 2016年2月2日時点のオリジナルよりアーカイブ。2016年2月1日閲覧。
5. ↑  “Saab receives order for upgrade of mission system Erieye for Brazil”. News Powered by Cision. 2016年2月23日時点のオリジナルよりアーカイブ。2016年2月1日閲覧。
6. ↑  Barreira (2019年5月13日). “Brazil seeks first modernised AEW&C aircraft in 2020”. Jane's 360. 2019年5月13日時点のオリジナルよりアーカイブ。2019年5月14日閲覧。
7. ↑  Carlos Alberto Branco Marinho (2011年5月5日). “Utilização do Radar de Abertura Sintética da aeronave R-99 na busca marítima dos destroços do voo Air France 447”. 2021年11月7日閲覧。
8. ↑  Hellenic Air Force: Embraer EMB-145H AEW&C Archived 2009-04-28 at the Wayback Machine.
9. ↑  A. Makris (2011年3月21日). “Greece’s Participation in Operation against Libya Costs 1 Million Euros Daily”. 2016年2月1日時点のオリジナルよりアーカイブ。2016年2月1日閲覧。
10. ↑  “Embraer EMB-145 SA/RS (R-99A/B)”. 2016年3月5日時点のオリジナルよりアーカイブ。2016年2月1日閲覧。
11. ↑  “Archived copy”. 2016年3月4日時点のオリジナルよりアーカイブ。2015年11月7日閲覧。
12. ↑  “Archived copy”. 2016年7月30日時点のオリジナルよりアーカイブ。2015年11月7日閲覧。
13. ↑  Eshel, Tamir. "India Receives First EMB-145 AEW&C Aircraft." Archived 2012-08-17 at the Wayback Machine. Defense Update, 16 August 2012.
14. ↑  "Embraer defence unit to build on billion-dollar 2012". Archived 2012-08-25 at the Wayback Machine. Flight Global,  20 August 2012. Retrieved: 20 August 2012.
15. ↑  『航空ファン』第725号、文林堂、2013年、33頁。